# Lutz (Flórida)
Lutz é uma Região censo-designada localizada no estado americano da Flórida, no Condado de Hillsborough.

## Demografia
Segundo o censo americano de 2000, a sua população era de 17.081 habitantes.

## Geografia
De acordo com o United States Census Bureau tem uma área de 60,9 km², dos quais 55,6 km² cobertos por terra e 5,3 km² cobertos por água. Lutz localiza-se a aproximadamente 20 m acima do nível do mar.

## Localidades na vizinhança
O diagrama seguinte representa as localidades num raio de 16 km ao redor de Lutz.